# رزیدنت ایول: پیدایش
رزیدنت ایول پیدایش (به انگلیسی: Resident Evil: Genesis) یک بازی منتشر شده برای گوشی تلفن همراه و در سری بازی‌های رزیدنت ایول بوده که توسط استودیو کانادایی شرکت کپ‌کام ساخته شد. این بازی نخستین بار در سال ۲۰۰۸ منتشر شد.

## خلاصه داستان
داستان این بازی، یک بازگشت به گذشته بوده که درآن، بازیباز کنترل شخصیت جیل ولنتاین را به عنوان یکی از اعضای گروه استارز برعهده دارد. دراین بازی، داستان در عمارت اسپنسر جریان دارد.

## بازتاب
آی‌جی‌ان به این بازی ۷٫۸ از ۱۰ داده‌است.